# Столбов, Александр Аронович
Александр Аронович Столбо́в (18 июля 1920, Самара — 1986, Москва) — советский кинорежиссёр, сценарист и диктор, народный артист РСФСР (1982). 

## Биография
Александр Столбов родился 18 июля 1920 года в Самаре в семье Арона Довидовича Столбова (1881—?) и Екатерины Абрамовны Столбовой (1889—1932).
В 1941—1943 годах учился в театральном училище имени М. С. Щепкина, окончил режиссёрский факультет ГИТИС имени А. В. Луначарского.

В 1944—1946 годах — директор и художественный руководитель АПП трудовых резервов (Москва), в 1946—1947 годах — режиссёр Ярославского драматического театра имени Ф. Г. Волкова.

С 1947 года — режиссёр Всесоюзного радио, автор передачи «С добрым утром!» и радиоспектаклей.

С 1955 года — режиссёр киностудии «Мосфильм», с 1964 года — художественный руководитель и главный режиссёр киножурнала «Фитиль».

Постановщик спектаклей в московских театрах.

Могила Александра Ароновича Столбова

Умер в 1986 году. Похоронен в Москве на Кунцевском кладбище.

## Фильмография
- 1956 — Обыкновенный человек

## Награды и премии
- Народный артист РСФСР (19.XI.1982)
- Заслуженный деятель искусств РСФСР (8.IV.1975)
- Государственная премия СССР (1978) — за выпуски киножурнала «Фитиль»